# フランシス・リー・マッケイン
フランシス・リー・マッケイン（Frances Lee McCain、1944年7月28日 - ）は、アメリカ合衆国の女優である。ペンシルベニア州ヨークで生まれた。

## 生い立ちと教育
1944年7月28日、ペンシルベニア州ヨークに生まれる。幼少期にはニューヨーク、イリノイ、コロラドなどアメリカ各地を転々とし、カリフォルニア州ロサンゼルスで育った。リポン大学で哲学を学んだ後、ロンドンのセントラル・スクール・オブ・スピーチ・アンド・ドラマで演技を習得した。2000年には心理学の学位も取得している。

## キャリア
ニューヨークへ戻ると、ウディ・アレンのブロードウェイ作品『プレイ・イット・アゲイン、サム』やオフ・ブロードウェイの舞台に出演した。その後、サンフランシスコに拠点を移し、地元の劇団アメリカン・コンサーバトリー・シアターに参加して俳優としての技量をさらに磨いた。
1969年より女優としての活動を開始し、テレビドラマ『モッド・スクワッド』への出演を皮切りに、テレビや映画でのキャリアを築いた。1974年には自身の主演シリーズ『アップルズ・ウェイ』で主役を務めた。映画ではアルバート・ブルックス監督の『リアル・ライフ』などに出演し、1980年代には母親役として多くの作品に登場した。特にロブ・ライナー監督の『スタンド・バイ・ミー』、ジョー・ダンテ監督の『グレムリン』、ケビン・ベーコン主演の『フットルース』、ロバート・ゼメキス監督の『バック・トゥ・ザ・フューチャー』など、著名な作品に出演している。
2000年に心理学の学位を取得して以降も女優活動を継続しており、現在は舞台への出演が多い。

## 主な出演作品

### 映画
| 公開年 | 邦題 原題                                                                          | 役名                   | 備考       |
| ------ | ---------------------------------------------------------------------------------- | ---------------------- | ---------- |
| 1973   | マシンガン・パニック The Laughing Policeman                                        | 売春婦                 |            |
| 1977   | 大統領を撃った男/ケネディ暗殺の謎・オズワルドの証言 The Trial of Lee Harvey Oswald | ジャン・ホルダー       | テレビ映画 |
| 1981   | フロリダ・ハチャメチャ・ハイウェイ Honky Tonk Freeway                              | クレア・カーロ         |            |
| 1982   | テックス Tex                                                                       | ミセス・ジョンソン     |            |
| 1984   | フットルース Footloose                                                             | エセル・マコーミック   |            |
| 1984   | グレムリン Gremlins                                                                | リン・ペルツァー       |            |
| 1984   | シングル・ウーマン物語 Single Bars, Single Women                                   | パティ                 | テレビ映画 |
| 1985   | 犯られた刑事 The Rape of Richard Beck                                              | キャロライン・ベック   | テレビ映画 |
| 1985   | バック・トゥ・ザ・フューチャー Back to the Future                                  | ステラ・ベインズ       |            |
| 1986   | スタンド・バイ・ミー Stand by Me                                                   | ラチャンス夫人         |            |
| 1988   | 恋のツーウェイ・ラン It Takes Two                                                  | ジョイス・ロジャース   |            |
| 1990   | 戦慄のメモリー The Lookalike                                                       | ステイモス             | テレビ映画 |
| 1996   | スクリーム Scream                                                                  | ミセス・ライリー       |            |
| 1998   | パッチ・アダムス Patch Adams                                                       | ジュディ               |            |
| 1999   | トゥルー・クライム True Crime                                                      | ローウェンスタイン夫人 |            |
| 2003   | ゴースト・ボイス No Return                                                         | 母親                   |            |

### テレビシリーズ
| 放映年    | 邦題 原題                                     | 役名                           | 備考         |
| --------- | --------------------------------------------- | ------------------------------ | ------------ |
| 1974-1975 | Apple's Way                                   | バーバラ・アップル             | 28エピソード |
| 1977      | Washington: Behind Closed Doors               | ポーラ・ストーン・ガーディナー | ミニシリーズ |
| 1982      | セント・エルスウェア St. Elsewhere            | ラインハルト夫人               | 1エピソード  |
| 1985      | ヒッチコック劇場 Alfred Hitchcock Presents    | マリアン・キャンベル           | 1エピソード  |
| 1985      | ダラス Dallas                                 | エイミー・ローズ               | 2エピソード  |
| 1991      | 名探偵ダウリング神父 Father Dowling Mysteries | ヘレン・オースティン           | 1エピソード  |